# Тунгураја
Тунгураја  је активни стратовулкан који се налази у Источним Кордиљерима у Еквадору. Истоимена провинција носи име по њему. Вулканска активност обновљена је 19. августа 1999. године, са неколико еруптивних епизода од тада, од којих је последња значајна трајала од 26. фебруара до 16. марта 2016. године.

## Етимологија
Према једној теорији, име вулкана је комбинација кечуанских речи tunguri (грло) и rahua (ватра), што се односи на „Огњено грло”. Према другој теорији, име је засновано на кечуанској речи uraua која означава кратер. Тунгураја је такође позната као „Црни џин”, а у локалној домородачкој митологији наводно се помиње као „Мајка Тунгураја”.